# Tactique
Pour l’article ayant un titre homophone, voir Tactic (homonymie).

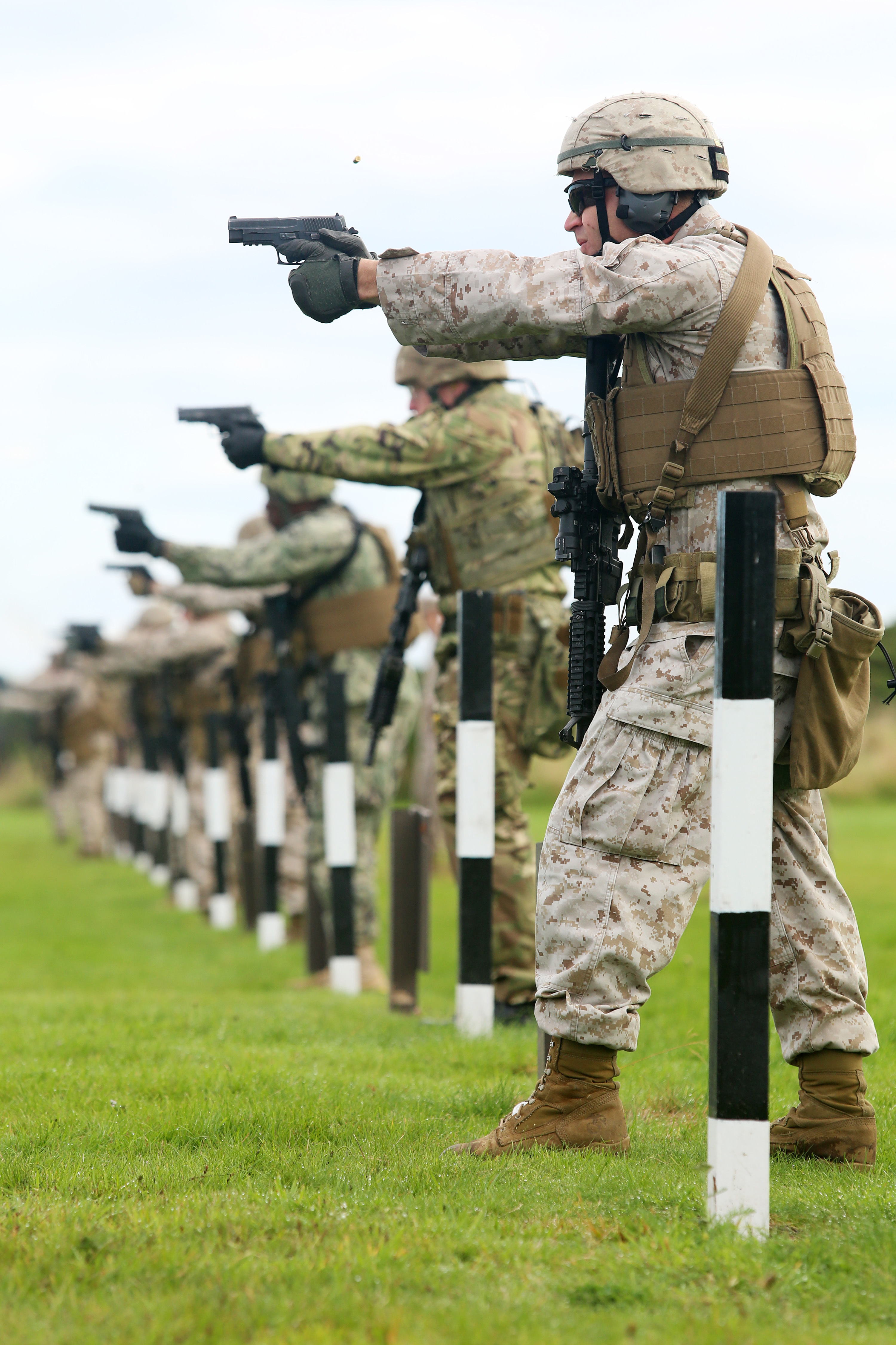
Des Marines britanniques et américains effectuent un exercice à balles réelles près d'Inverness en Ecosse, lors de Tartan Eagle 2014, le 16 Septembre 2014. Tartan Eagle est un exercice bilatéral visant à améliorer la coopération entre le corps de sécurité des Marines américains, et les Royal Marines britanniques.

La tactique se rapporte à l’organisation et à la marche suivie pour réussir dans quelque affaire. Initialement lié au domaine militaire, ce terme s'applique à toute confrontation (économique, commerciale, sportive, ludique, diplomatique, etc.) et décrit l'art de combiner de manière optimale les modes opératoires et les moyens dont on dispose, pour emporter un gain ou une décision.
Elle se distingue de la stratégie, en ce sens qu'elle concerne des objectifs à court terme tels que la victoire d'une bataille alors que stratégie concerne des objectifs à moyen ou à long terme tels que la victoire d'une guerre ou une politique diplomatique particulière.

## Articles détaillés
- La tactique militaire est l'art de conduire une bataille.
- La tactique (sport) est l'ensemble d’intentions et de démarches utilisées pour remporter la victoire pour les sports d’opposition (voir notamment Tactique (football) ou Tactique échiquéenne).